# Gebäude der Wasserstation von Azovstal

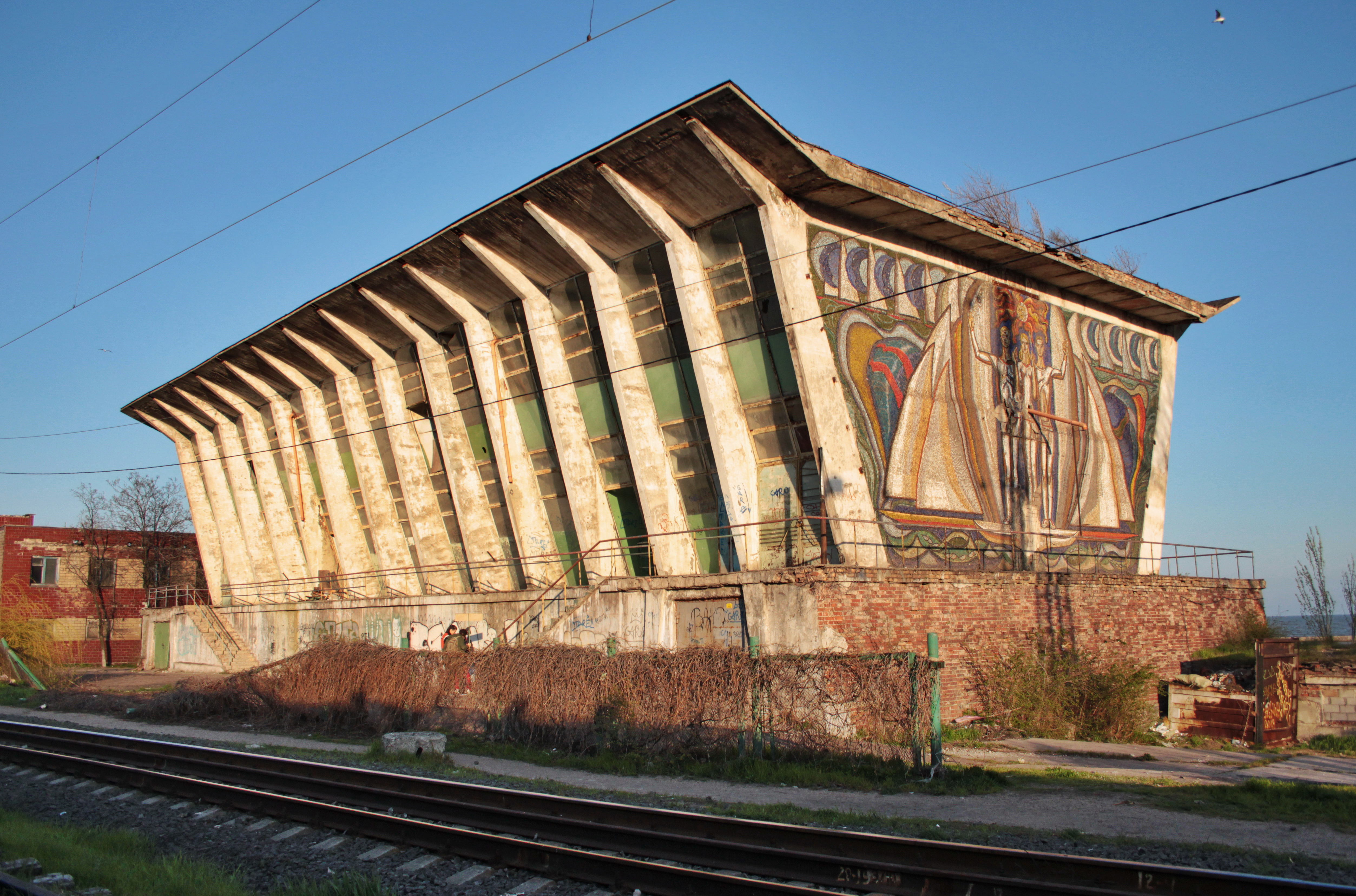
Wasserstation (2021)

Das Gebäude der Wasserstation von Azovstal (russisch Здание водной станции ОАО Азовсталь Sdanie wodnoj stanzii OAO Asowstal, auch Водно-спортивна база, Wodno-sportiwna basa) befindet sich in der ukrainischen Stadt Mariupol. Mariupol besaß mehrere solcher Wassersportanlagen am Ufer des Asowschen Meeres, die aber allesamt unterschiedlich gestaltet wurden. Es ist niet als Kulturdenkmal registriert.

## Nutzungsgeschichte
Die DOSAAF, die in Mariupol mit vier Schulen, einem Flugklub und einem Flugplatz vertreten war, betrieb in der sowjetischen Zeit auch die Wasserstation, in der unter anderem einer ihrer Ruderklubs trainierte. Zudem gab es im Gebäude ein Museum mit einer Sammlung von Schiffsmodellen. Mit der Unabhängigkeit der Ukraine mussten neue Nutzungen gefunden werden. Wie verschiedene andere Freizeiteinrichtungen – etwa der Kulturpalast im ehemaligen Continental-Hotel oder das Kulturzentrum Liwobereschna – wurde auch die Wasserstation von dem lokalen Asow-Stahl-Kombinat finanziert.
Ab 2015 trainierte hier zeitweise die Selbstverteidigungsorganisation von Mariupol (Самооборона Мариуполя, Samooborona Mariupolja) mit eigenem Schießstand, nachdem prorussische Separatisten im nahegelegenen Donbass die Oberhand gewannen und Russland die Krim annektierte. Auch die Streitkräfte der Ukraine wurden hier für den Fronteinsatz durch die Gesellschaft für Verteidigungsunterstützung der Ukraine (Общество содействия обороне Украины) vorbereitet. Nachdem die Selbstverteidigungsorganisation von den Separatisten unterwandert wurde, wurden Besitztümer verkauft. Auch die Wasserstation ging in Privathand über. Unter dem Namen Navigator-Wassersportzentrum (Водно-спортивный центр „Навигатор“, Wodno-sportiwnij zentr „Nawigator“) wurde ein neues Unternehmen als Besitzer registriert, das das Gebäude weiter verfallen ließ, von Donezk aus gesteuert wurde und in weitere Unterschlagungsfälle verwickelt war.
Pläne, hier ein Zentrum der Urbanisten einzurichten und so die Wasserstation wiederzubeleben, wurden nicht umgesetzt.

## Wandmosaik

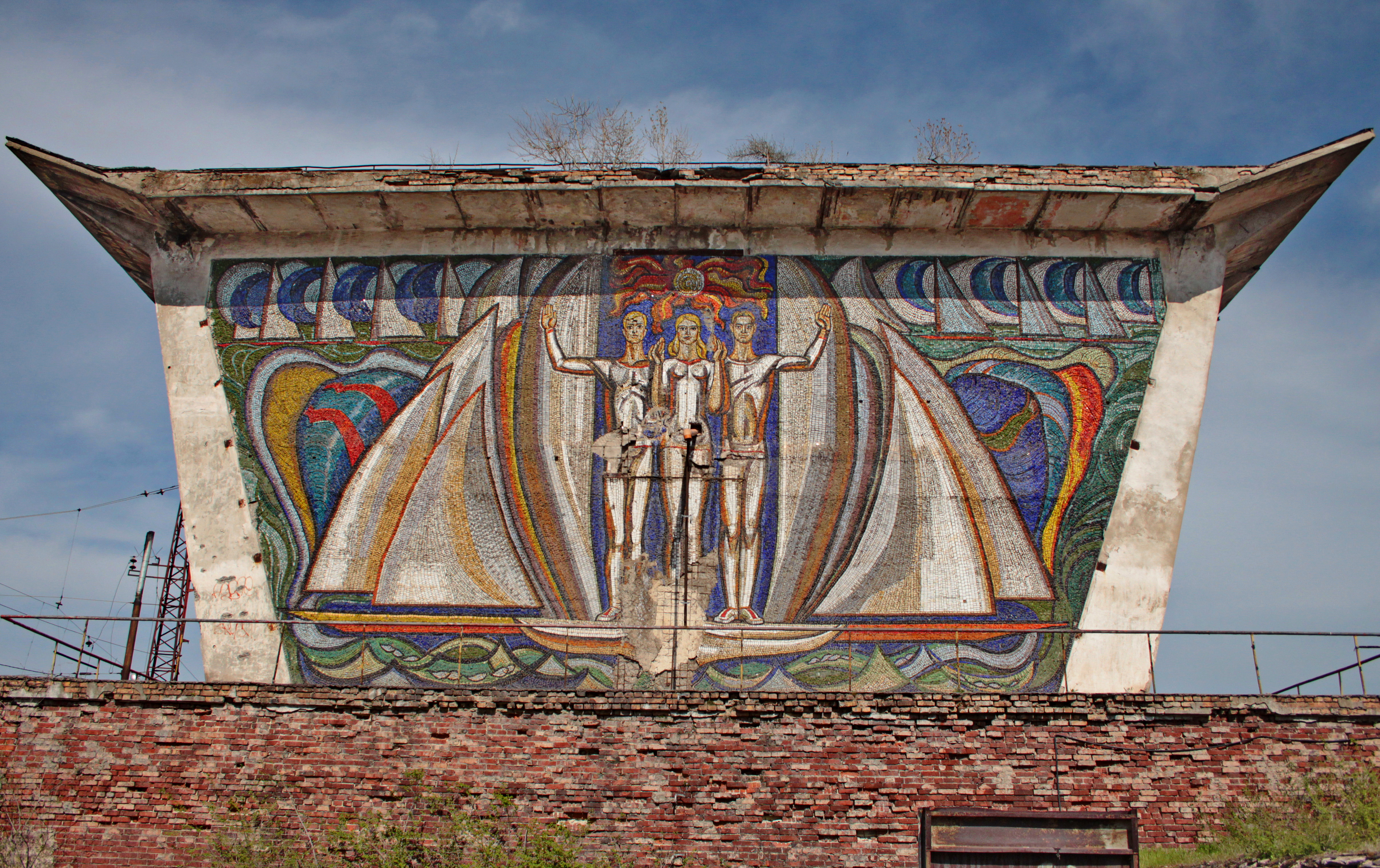
Mosaik (2021) mit sichtbaren Schäden

Besonders schützenswert ist das Gebäude aufgrund seiner Architektur. Zudem befindet sich an der Außenwand das „Jugend“-Wandmosaik (Юность, Junost) aus dem Jahr 1971. Dieses 107 Quadratmeter große Kunstwerk wurde von Valentin Konstantinov (Валентин Константинов) und Lel Kuzminkov (Лель Кузьминков) geschaffen. Aufgrund der Darstellung von Segelbooten wurde es teils auch „Segel-Mosaik“ (Паруса, Parusa) genannt. Verwendet wurde Keramik und Email.
Nach dem Verkauf in private Hand wurde ein Abflussrohr direkt durch das Mosaik gelegt, wodurch sich zunehmend Platten um das Rohr und insbesondere unterhalb davon ablösten. Das Mosaik ist daher im Bestand bedroht. Zudem wuchsen bald Bäume direkt vor dem Kunstwerk und verdeckten es so. Eine separate Unterschutzstellung des Mosaiks war auch im Jahr 2021 aufgrund der sowjetischen Herkunft nicht ohne Probleme möglich, was wiederum eine Rettung erschwerte. Zwei Monate vor Ausbruch des Russisch-Ukrainischen Krieges wurde für Dezember 2021 ein neuer Versuch zur Unterschutzstellung geplant.